# Monarcha verticalis
Monarcha verticalis é uma espécie de ave da família Monarchidae.
É endémica da Papua-Nova Guiné.
Os seus habitats naturais são: florestas subtropicais ou tropicais húmidas de baixa altitude.